# Гу Вейцзюнь
Гу Вейцзюнь (кит. трад. 顧維鈞, спр. 顾维钧, піньїнь: Gù Wéijūn, також відомий як Веллінгтон Ку (англ. V.K. Wellington Koo, 29 січня 1887, Шанхай — 14 листопада 1985, Нью-Йорк) — китайський дипломат і політичний діяч.

## Життєпис
Народився в Шанхаї. Закінчив англіканський університет св. Івана в Шанхаї та Колумбійський університет у 1908. У 1912 отримав науковий ступінь доктора філософії.
Працював секретарем президента Юань Шикая. У 1915 призначений китайським послом у США.
У 1919 був членом китайської делегації на Паризькій мирній конференції 1919—1920, вимагав від Японії повернути півострів Шаньдун Китаю, через її відмови не поставив підпис під Версальським мирним договором. Був першим представником Китаю в Лізі Націй. Член китайської делегації на Вашингтонській конференції 1921—1922.
Міністр закордонних справ (травень — листопад 1922, лютий 1923 — вересень 1924, 1931), міністр фінансів (травень 1926), прем'єр-міністр (липень-жовтень 1924) і тимчасовий президент Пекінського уряду під час політичного хаосу, викликаного війною між різними угрупованнями мілітаристів. Підписав китайсько-радянську угоду про управління КВЖД 31 травня 1924.
З 1932 — китайський представник в Лізі Націй.
У 1936—1940 — посол у Франції. Після розгрому Франції — посол у Великій Британії, займав цей пост до 1946. Потім — посол Китайської республіки (Тайвань) у Сполучених Штатах.
Жив у Нью-Йорку, де помер в 1985.